# قبر يسى وراعوث
قبر يسى وراعوث أو قبر جيسي وروث هي مقبرة قديمة تقع داخل أنقاض دير الأربعين في تل الرميدة في الضفة الغربية في فلسطين المنطقة هـ2 من مدينة الخليل الخاضعة لسيطرة الحكومة الإسرائيلية، ويُعتقد أنها حوت بداخلها رفات الملك يسى أحد ملوك إسرائيل ووالد النبي داود مع رفات والدته راعوث الموآبية.
إلى جانب المقبرة يحتوي دير الأربعين على مجموعة من الغرف، وتُمثل الغرفة المجاورة للقبر كنيس صغير يستقبل الزائرين على مدار العام حيث يُقرأ سفر راعوث خاصة في عطلة عيد الأسابيع اليهودي.

## لمحة تاريخية
تعود أقدم المصادر التاريخية المعروفة لنا في الوقت الحالي، والتي أشارت إلى وجود قبر يسى وراعوث في هذه المنطقة من مدينة الخليل، إلى طالب يهودي كان يتتلمذ على يد موشه بن نحمان، وزار الموقع في الفترة ما بين عامي 1289-1290، فكتب عن زيارته لكهف يقع على قمة تل بالقرب من كهف ماتشبيلا والمقبرة اليهودية القديمة في مدينة الخليل ويحتوي بداخله على قبر يسى، كما أشار الحاخام عوفاديا من بيرتينورو (1445-1515) إلى الصلاة هناك في كتاباته عن سفر راعوث. كان الرحالة اليهودي يعقوب هاشلياخ قد ذكر من قبل زيارته لقبر يسى والد داود في الخليل عام 1235، ولكنه لم يحدد مكان الدفن.

### في فترة حكم الدولة العثمانية في فلسطين
في عام 1522 كتب الحاخام موسى بن مردخاي باسولا:
يوجد مكان دفن يسى والد داود في قمة الجبل المقابل للخليل، حيث يحتوي على مبنى جميل به نافذة صغيرة تطل على كهف الدفن. ويقولون إنهم بمجرد أن ألقوا قطة عبر هذه النافذة ظهرت من حفرة في الحرم الابراهيمي وكانت المسافة بينهما نحو نصف ميل.
أشار كتاب "سلالة البطريرك والأنبياء" في عام 1537 إلى أن الموقع يحتوي مبنى جميل مقام على الجبل حيث دفن يسى والد الملك داود، كما تضمن الكتاب رسماً تفصيليًا للموقع، والذي يُلاحظ فيه وجود مقبرة إسرائيلية قديمة وفناء صليبي بالقرب من موقع الدفن. ثُم كتب اثنان من الرحالة القرائين عن الموقع بعد ذلك، وهما صموئيل بن داود من القرم في عام 1642، وبنيامين بن إلياهو في عام 1785. وكان أول كتاب معروف لنا يتضمن إشارة إلى الموقع الذي يضم قبر كل من يسى وراعوث هو كتاب "حب أورشاليم" الذي ألفه حاييم هورويتز في القدس في عام 1835، عندما أشار في كتابه إلى التقاليد وأشهر الروايات الشفوية المحلية في منطقة الخليل.

وفي عام 1839 كتب مناحم مندل حاخام كامينيتس قائلًا:
وحيث أكتب هنا عن قبور الصالحين التي كنت أكن لها كل الاحترام. في مدينة الخليل الموصوفة أعلاه شاهدت سلوك أولئك الذين يأتون للصلاة في كهف هاكبلاه. ذهبت إلى هناك، وبين المتاجر، كان يوجد قبر أبنير بن نير وطُلب مني دفع المال للإسماعيلي الذي كان القبر يقع في فناء منزله لكي يسمح لي بالدخول. ثُم ذهبت إلى خارج المدينة إلى حيث يقع قبر عثنييل بن قناز، والذي دُفن بجانبه 9 طلاب يقفون في كرم في محاريب في جدار مأوى حيث أعطيت 20 قرشًا لصاحب الكرم، وكان هُناك في الكرم أيضًا مأوى به قبران: واحد ليسى والد داود وواحد لراعوث المؤابية. فأعطيت صاحب الكرم 20 قرشًا، وذهبت أيضًا إلى قبر يقال أنه قبر الرا الصالح مؤلف كتاب "ريشة الحكمة".

### في فترة الانتداب البريطاني في فلسطين
وصف لويس هيوغ فينسينت (1872-1960)، وهو راهب وعالم آثار فرنسي عاش في القدس، الموقع في كتابه المكون من مجلدين والذي ألفه في الخليل في عام 1923. وفي عام 1935 كتب الجغرافي والمؤرخ الإسرائيلي زيف فيليني أن زوار موقع القبر كانوا مطالبين بدفع المال مقابل الوصول إلى الموقع، وأنه كان مرتبطًا في السابق بمقبرة ماتشبيلا ولكنه مُلئ خلال الحرب العالمية الأولى كما أن المدخل لم يكن معروفًا في ذلك الوقت. كذلك زار عالم الآثار جاكوب بينكرفيلد (1897–1956) الموقع وكتب عنه في كتابه الصادر عام 1945/46 بعنوان "الكنس في أرض إسرائيل".

### فترة ما بعد حرب عام 1967
قام البروفيسور بن زيون تافجر (1930-1983) في السبعينيات من القرن العشرين بالتنقيب عن الأثار في الموقع، ثُم أعيد فتحه للجمهور. ثُم تم تجديد الموقع مؤخرا في عام 2009.

## شكوك حول القبر
يعتقد المؤرخ الإسرائيلي موشى شارون أن مزاعم وجود قبر يسى وراعوث في أحد أركان مبنى دير الأربعين قد ظهرت في عصور متأخرة إلى حد ما حيث لم يذكرها الكاتب العرب يمجير الدين في العصور الوسطى. وذكر الحاخام جاكوب رسول يحيئيل باريس في الفترة ما بين عامي 1238-1244 أن يسى والد النبي داود دُفن في كهف في هذه التلال الواقعة في مدينة الخليل. بينما ذكر الرحالة اليهودي الإيطالي الحاخام مشولام من فولتيرا أن قبر يسى الذي زاره في عام 1481 كان يقع على بعد 10 أميال من مدينة الخليل. وفي الفترة ما بين عامي 1522-1523 زار الحاخام موسى بن مردخاي باسولا موقع دير الأربعين، وذكر فقط أن يسى قد دفن في كهف يتصل عن طريق نفق بكهف البطاركة وفقُا للفولكلور المحلي. بينما لم يُشار إلى قبر راعوث سوى في بداية القرن التاسع عشر.